# Nawahowie

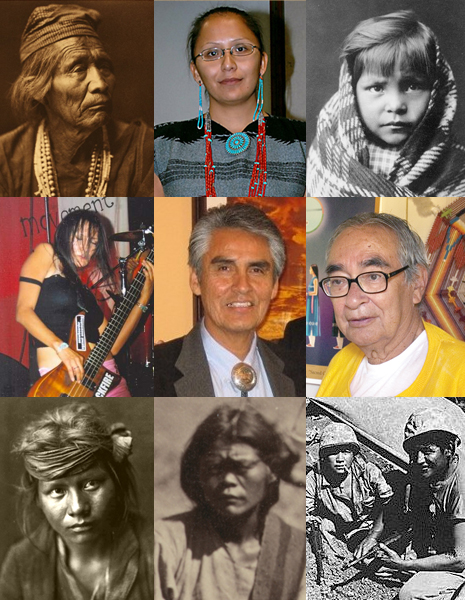
Nawahowie

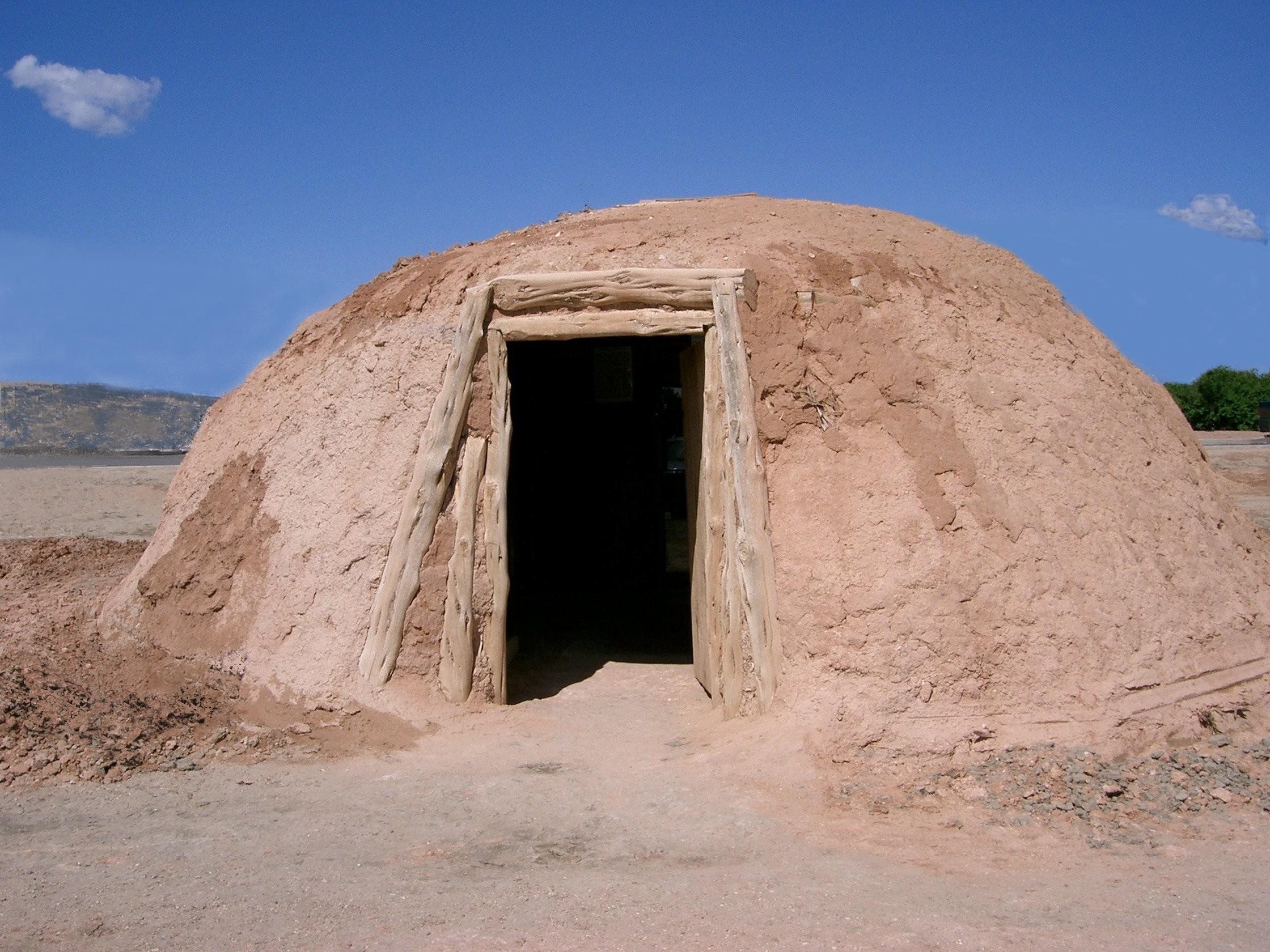
Hogan – chata typowa dla Indian Nawaho

Nawahowie, Nawaho (ang. Navajo Nation, w nawaho Naabeehó Dine'é) – największa grupa etniczna Indian Ameryki Północnej w Stanach Zjednoczonych, licząca w 2021 roku 399 494 osoby.
Najwięcej z nich (około 173 tys.) zamieszkuje rezerwat położony na terenie stanów Arizona, Nowy Meksyk oraz Utah. Rezerwat Navajo Nation ma powierzchnię ponad 70 000 km², czyli porównywalną np. do powierzchni Czech. Diné Bikéyah, czyli Kraj Nawahów jest większy niż 10 z 50 stanów USA. Siedziba władz Kraju Nawaho znajduje się w Window Rock.

## Historia
W 1923 roku (jeszcze przed przyznaniem wszystkim tubylczym Amerykanom w 1924 roku obywatelstwa USA i przed uchwaleniem w 1934 roku obowiązującej do dziś ustawy o reorganizacji Indian), Nawahowie powołali za zgodą Komisarza do spraw Indian i Biura do spraw Indian władze samorządowe (radę plemienną), które odpowiadają za wszystkie sprawy na terenie rezerwatu. Było to konieczne m.in. w związku ze zmianami tradycyjnego stylu życia (opartego m.in. na chowie owiec) oraz odkryciem na pustynnych indiańskich terenach Południowego Zachodu złóż ropy naftowej, węgla i innych surowców naturalnych – za ich eksploatację Nawahowie pobierają odtąd od koncernów górniczych opłaty z tytułu dzierżawy, finansując własne inwestycje i rozwój plemienia. Od 1991 roku rząd Nawahów zachowuje trójpodział władzy i jest największym oraz najbardziej złożonym tubylczym samorządem w Stanach Zjednoczonych.
Podczas II wojny światowej meldunki kodowane przez szyfrantów z plemienia Nawahów (około 450), a także Indian z kilku innych plemion, za pomocą nieznanego Japończykom własnego języka pozwoliły Amerykanom na zachowanie tajności kluczowych operacji wojskowych na Pacyfiku. W 1982 roku prezydent Ronald Reagan ustanowił z tego powodu 14 sierpnia Dniem Nawajskiego Szyfranta (ang. Navajo Code Talkers Day), a w 2001 roku George W. Bush przyznał złote i srebrne Medale Kongresu grupie kilkudziesięciu tubylczych weteranów-szyfrantów (głównie Nawahów).

## Liczebność
Według danych U.S. Census Bureau podczas spisu powszechnego w 2000 roku 269 202 obywateli USA zadeklarowało, że ma pochodzenie wyłącznie Nawaho, zaś 298 197 oświadczyło, że ma pochodzenie wyłącznie lub między innymi Nawaho.